# گوردون جکسون (بازیگر)
گُردُن جکسون (انگلیسی: Gordon Jackson؛ ۱۹ دسامبر ۱۹۲۳ – ۱۵ ژانویهٔ ۱۹۹۰) هنرپیشه اهل کشور بریتانیا بود.

## قسمتی از فیلمشناسی
- شورش در کشتی بونتی -۱۹۶۲
- فرار بزرگ -۱۹۶۳
- مردان پرابهت در طیاره‌های پرسرعت -۱۹۶۵
- مسیر خطر - ۱۹۶۷
- هملت -۱۹۶۹
- اسکروچ -۱۹۷۰
- حرفه‌ای‌ها (۱۹۷۷)
- فراطبیعی (۱۹۷۷)

## جوایز
وی برنده جوایزی همچون جایزه امی شده است.